# São Manoel do Paraná
São Manoel do Paraná is een gemeente in de Braziliaanse deelstaat Paraná. De gemeente telt 2.170 inwoners (schatting 2009).